# Горбуниха (Новосибирская область)
Горбуниха — упразднённый в 2002 году посёлок в Сузунском районе Новосибирской области России. Входил в состав Битковского сельсовета. В XXI веке — земельный участок (в основном суходольные пастбища), используемые ЗАО «Шигаевское» для выпаса крупного рогатого скота.

## География
Располагался чуть севернее истоков речушки (ручья) Горбунихи.
Площадь 169 гектаров.

## История
Образован в 1909 году.
Фактически не существовал уже с 1991 года
Посёлок упразднён в соответствии с Законом Новосибирской области N 5-ОЗ от 15.02.2002 г. «Об упразднении поселка Горбуниха муниципального образования Битковского сельсовета Сузунского района Новосибирской области».

### Административно-территориальная принадлежность
В 1911 г. — посёлок Горбунихинский Битковской волости Барнаульского уезда Томской губернии.
В 1926 году — деревня Горбуниха Битковского района Новосибирского округа Сибирского края.
На год упразднения входила в состав муниципального образования Битковского сельсовета Сузунского района Новосибирской области

## Население
В 1911 году основное население — украинцы. Число дворов — 8, число жителей мужского пола — 28, женского — 27.
На 1926 год в деревне на 76 дворов число жителей мужского пола — 213, женского — 225.

## Инфраструктура
В деревне действовал колхоз «Майская Искра».
В 1958 году вступил в строй новый клуб на 200 мест.